# Montpezat-de-Quercy
Montpezat-de-Quercy – miejscowość i gmina we Francji, w regionie Oksytania, w departamencie Tarn i Garonna.
Według danych na rok 1990 gminę zamieszkiwało 1411 osób, a gęstość zaludnienia wynosiła 32 osób/km² (wśród 3020 gmin regionu Midi-Pireneje Montpezat-de-Quercy plasuje się na 250. miejscu pod względem liczby ludności, natomiast pod względem powierzchni na miejscu 132.).